# Okres Klagenfurt-venkov
Okres Klagenfurt-venkov (německy Bezirk Klagenfurt-Land) je správním okresem v rakouské spolkové zemi Korutany. Sídlem okresu je město Klagenfurt am Wörthersee, které však není součástí okresu. V lednu 2015 žilo v okresu 58 662 lidí.

## Poloha, popis
Okres leží v jižní části Korutan. V severozápadní části okresu se rozkládá jezero Wörthersee. Od západu na východ protéká územím řeka Drava (Drau), do níž se ve východní části vlévá řeka Gurk. Na jihu je pohoří Karavanky, na severu pak Vysoké Taury. Rozloha okresu je 765,59 km².
Okresem prochází rakouská dálnice A2 na níž se napojují spolkové silnice B70, B91, B92, B95 a rychlostní silnice S37.
Sousedními okresy jsou: Feldkirchen a St. Veit an der Glan na severu, Völkermarkt na východě a Villach-venkov (Villach-Land) na západě. Na jihu sousedí se Slovinskem.
Okres je složen z 19 obcí (počet obyvatel ke dni 1. ledna 2015):

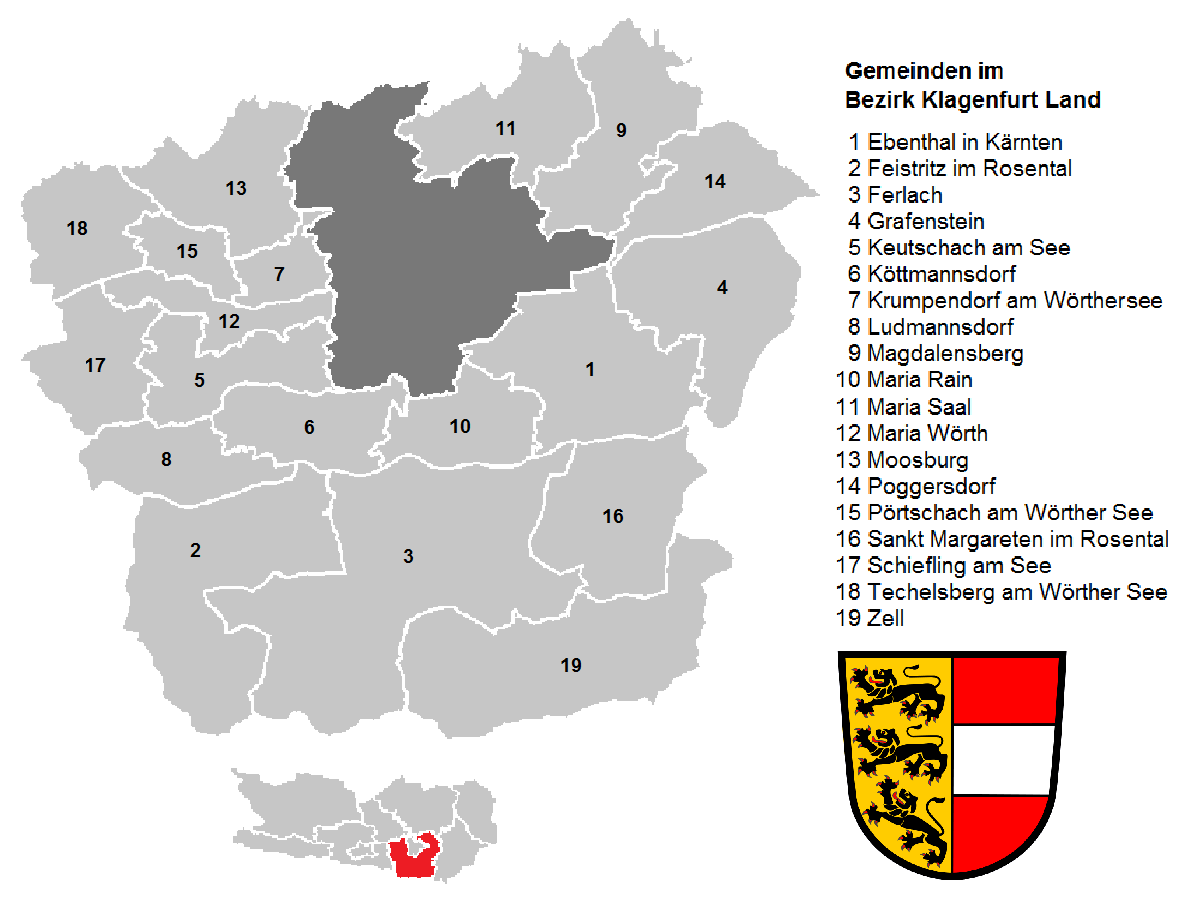
Obce v okresu Klagenfurt-venkov, Korutany

| P.č. | Jméno                        | Typ obce | Obyvatel | Rozloha v km² |
| ---- | ---------------------------- | -------- | -------- | ------------- |
| 1    | Ebenthal in Kärnten          | městys   | 7688     | 55            |
| 2    | Feistritz im Rosental        | městys   | 2485     | 71,84         |
| 3    | Ferlach                      | město    | 7169     | 117,31        |
| 4    | Grafenstein                  | městys   | 2836     | 50,19         |
| 5    | Keutschach am See            | vesnice  | 2456     | 28,37         |
| 6    | Köttmannsdorf                | vesnice  | 2896     | 28,19         |
| 7    | Krumpendorf am Wörthersee    | vesnice  | 3419     | 11,85         |
| 8    | Ludmannsdorf                 | vesnice  | 1805     | 26,36         |
| 9    | Magdalensberg                | městys   | 3336     | 42,88         |
| 10   | Maria Rain                   | vesnice  | 2435     | 25,52         |
| 11   | Maria Saal                   | městys   | 3842     | 34,84         |
| 12   | Maria Wörth                  | vesnice  | 1528     | 17,41         |
| 13   | Moosburg                     | městys   | 4488     | 36,76         |
| 14   | Poggersdorf                  | městys   | 3102     | 30,75         |
| 15   | Pörtschach am Wörther See    | vesnice  | 2678     | 12,64         |
| 16   | Sankt Margareten im Rosental | vesnice  | 1071     | 43,97         |
| 17   | Schiefling am Wörthersee     | městys   | 2623     | 28,61         |
| 18   | Techelsberg am Wörther See   | vesnice  | 2190     | 28,37         |
| 19   | Zell                         | vesnice  | 615      | 75,44         |